# Strada statale 454 di Pozzuolo
La ex strada statale 454 di Pozzuolo (SS 454), ora strada regionale 454 di Pozzuolo (SR 454) in Umbria e strada provinciale 454 di Pozzuolo (SP 454) in Toscana, è una strada regionale e provinciale italiana che collega la zona di Montepulciano con il lago Trasimeno.

## Percorso
La strada ha origine a Castiglione del Lago, dove all'interno del centro abitato si innesta sulla ex strada statale 71 Umbro Casentinese Romagnola: il percorso prosegue verso ovest, attraversando la linea ferroviaria Firenze–Roma e raggiungendo la frazione di Pozzuolo.
L'itinerario procede ancora verso ovest entrando in Toscana dove, poco dopo aver superato la linea ad alta velocità Roma–Firenze, si innesta sulla ex strada statale 326 di Rapolano nei pressi di Salcheto, frazione di Montepulciano.

## Gestione
In seguito al decreto legislativo n. 112 del 1998, dal 2001, la gestione del tratto umbro è passata dall'ANAS alla Regione Umbria che ha poi ulteriormente devoluto le competenze alla Provincia di Perugia mantenendone comunque la titolarità; la gestione del tratto toscano è passato dall'ANAS alla Regione Toscana che ha provveduto al trasferimento dell'infrastruttura al demanio della Provincia di Siena.